# La forza del destino (film)
La forza del destino è un film del 1950 diretto da Carmine Gallone.
Il film è la trasposizione cinematografica dell'omonima opera lirica di Giuseppe Verdi.

## Produzione
La pellicola, a carattere musicale, rientra nel filone dei melodrammi sentimentali, comunemente detto strappalacrime (ed in seguito indicato dalla critica con il termine neorealismo d'appendice), allora molto in voga tra il pubblico italiano.

## Distribuzione
Il film venne distribuito nel circuito cinematografico italiano il 24 gennaio del 1950.